# Onychopterocheilus hasdrubal
Onychopterocheilus hasdrubal är en stekelart som först beskrevs av Otto Schmiedeknecht 1900.  Onychopterocheilus hasdrubal ingår i släktet Onychopterocheilus och familjen Eumenidae. Inga underarter finns listade i Catalogue of Life.